# Сірі Шеренги

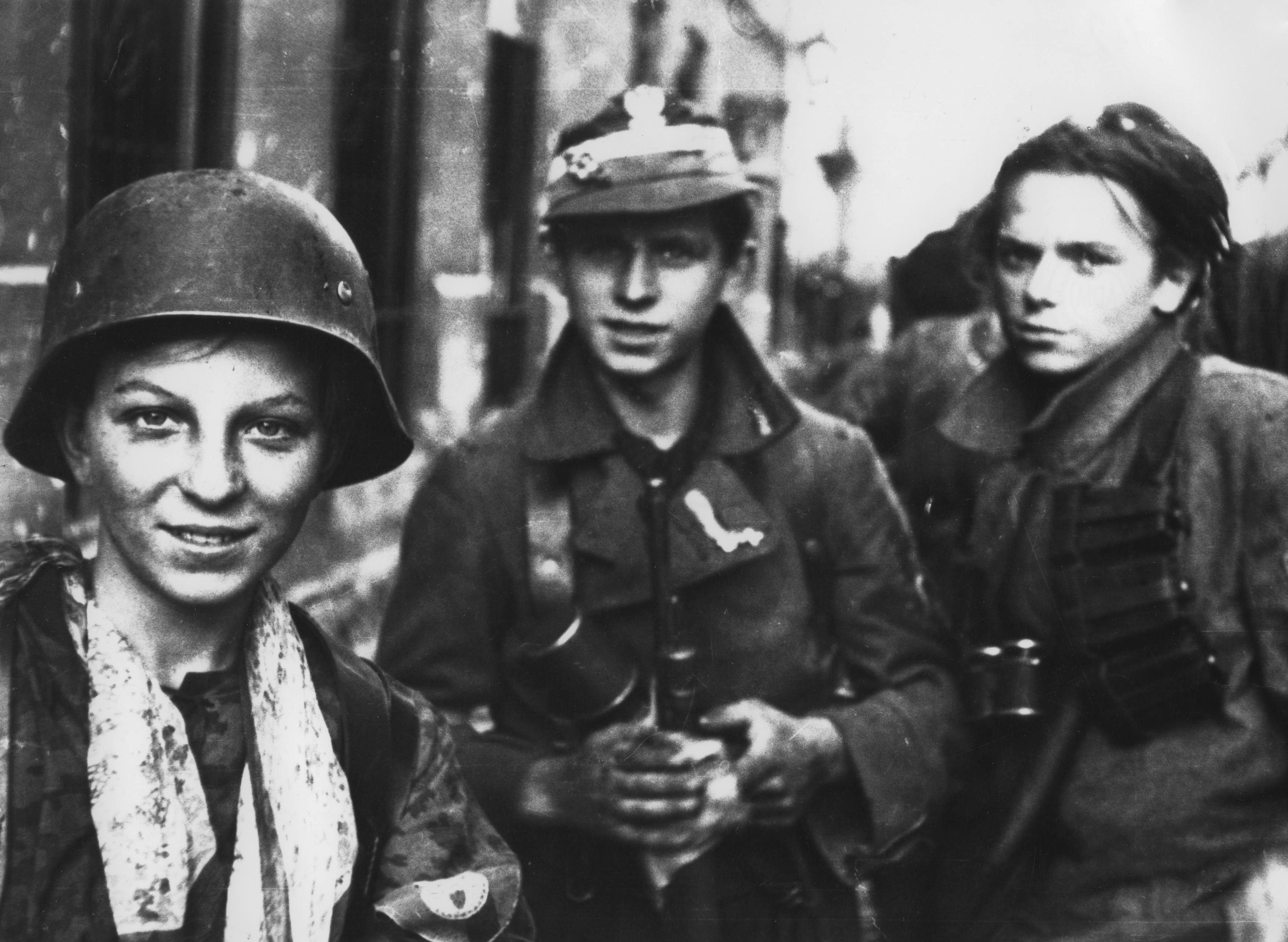
Польські харцери під час Варшавського повстання

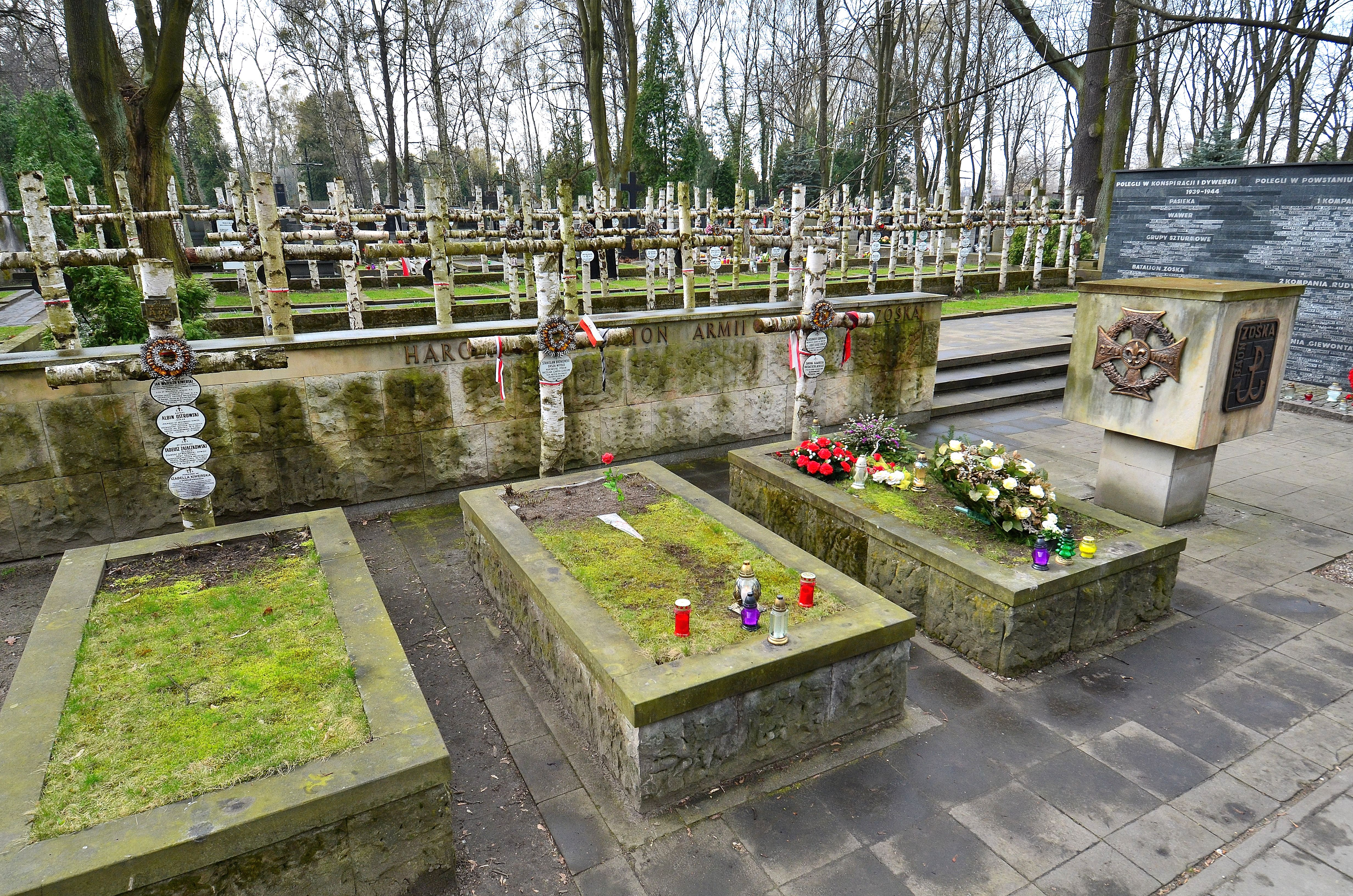
Поховання харцерів, Військові Повонзки

«Сірі Шеренги» (пол. Szare Szeregi) — кодова назва підпільної організації Союзу польського харцерства, що діяла в 1939-45 роках в період німецької та радянської окупації Польщі. Створена 27 вересня 1939 у Варшаві членами Верховної Ради Харцерів.
«Сірі Шеренги» співпрацювали з представництвом польського уряду у вигнанні і Головним штабом Армії Крайової.